# Мартін Йозеф Мунцінгер
Ма́ртін Йо́зеф Му́нцінгер (нім. Martin Josef Munzinger; 11 листопада 1791, Ольтен, кантон Золотурн, Швейцарія — 6 лютого 1855, Берн, Швейцарія) — швейцарський політик, президент Швейцарії. Член Радикально-демократичної партії.

## Біографія
- 1 січня 1833 — 31 грудня 1834 — президент Малої ради кантону Золотурн (1-й раз).
- 1 січня 1837 — 31 грудня 1838 — президент Малої ради кантону Золотурн (2-й раз).
- 1 січня 1840 — січень 1841 — президент Малої ради кантону Золотурн (3-й раз).
- Січень — 31 грудня 1841 — глава уряду кантону Золотурн (1-й раз).
- 1 січня — 31 грудня 1843 — глава уряду кантону Золотурн (2-й раз).
- 1 січня — 31 грудня 1845 — глава уряду кантону Золотурн (3-й раз).
- 1 січня — 31 грудня 1847 — глава уряду кантону Золотурн (4-й раз).
- 16 листопада 1848 — 6 лютого 1855 — член Федеральної ради Швейцарії (один з перших семи).
- 16 листопада 1848 — 31 грудня 1850 — начальник департаменту (міністр) фінансів.
- 1 січня — 31 грудня 1850 — віце-президент Швейцарії.
- 1 січня — 31 грудня 1851 — президент Швейцарії, начальник політичного департаменту (міністр закордонних справ).
- 1 січня — 31 грудня 1852 — начальник департаменту фінансів.
- 1 січня 1853 — 31 грудня 1854 — начальник департаменту (міністр) пошти і громадських робіт.
- 1 січня — 6 лютого 1855 — начальник департаменту (міністр) торгівлі і сборів.